# Паркування доменів
Паркування домену — реєстрація доменного імені в Інтернеті без прив'язки цього домену до будь-яких сервісів, таких як електронна пошта чи веб-сайт. Це може бути зроблено з метою зарезервувати доменне ім'я для майбутнього розвитку та захисту від можливості кіберсквотингу. Оскільки реєстратор доменних імен встановлює сервери імен для домену, реєстратор або торговий посередник потенційно може використовувати домен, а не кінцевий реєстрант.
Паркінг доменів можна класифікувати як монетизований і немонетизований. У першому випадку відвідувачам показується реклама, і домен «монетизується». У другому випадку реєстратор або посередник може розмістити на домені повідомлення «На стадії будівництва» або «Незабаром», а може і не розмістити. Це односторінковий веб-сайт, який люди бачать, коли вводять доменне ім'я або переходять за посиланням у веб-браузері. Доменні імена можуть бути припарковані до того, як веб-сайт буде готовий до запуску.

## Монетизація припаркованого домену
Термін «паркування доменів» може також стосуватися рекламної практики, точніше «монетизації припаркованих доменів», яка використовується переважно реєстраторами доменних імен і видавцями інтернет-реклами для монетизації трафіку, що надходить на припарковане, «недорозвинуте» або невикористане доменне ім'я. Доменне ім'я зазвичай перетворюється на вебсторінку, що містить рекламні оголошення та посилання. Ці посилання будуть орієнтовані на передбачувані інтереси відвідувача і можуть динамічно змінюватися залежно від результатів, на які відвідувачі натискають. Зазвичай власник домену отримує оплату залежно від того, скільки посилань було відвідано (наприклад, оплата за клік) і наскільки корисними були ці відвідування. Ключові слова для будь-якого доменного імені дають підказки про наміри відвідувача ще до того, як він зайшов на сайт.
Ще одне використання паркінгу доменів — це використання домену як заповнювача для існуючого веб-сайту. Власник домену може також вирішити перенаправити домен на інший зареєстрований ним веб-сайт за допомогою перенаправлення перенаправлення URL-адреси, маскування домену або вказівки його як псевдоніма основного домену, хоча якщо це робить кінцевий реєстрант, то домен використовується, а не припаркований.
Домени з вичерпаним терміном дії, які раніше були веб-сайтами, також користуються попитом для монетизації припаркованих доменів. Домен, який використовувався як веб-сайт і термін дії якого закінчився, все одно збереже більшість своїх попередніх вхідних посилань. Ці типи доменів зазвичай привертають найбільшу кількість відвідувачів спочатку після того, як вони були виключені зі списків доменів, що підлягають видаленню. Коли оператори веб-сайтів і пошукові системи почнуть видаляти колишні вхідні посилання, трафік на припаркований домен почне знижуватися. Процес перереєстрації доменів, термін дії яких закінчився, відомий як дропкетчинг, і різні реєстри доменних імен мають різні погляди на нього.
На доменах з реалізацією «в один клік» клік за ключовим словом не є обов'язковим для отримання доходу від реклами. Реклама таргетується на основі доменного імені. Домени з реалізацією «у два кліки» вимагають натискання на ключове слово або пошук за ключовим словом для отримання доходу від реклами.
Існує кілька компаній, які активно обслуговують власників доменних імен і виступають посередниками для розміщення реклами на паркувальних сторінках. Паркувальні сторінки автоматично поширюються на веб-ресурсах власників доменів, коли вони змінюють сервери імен або переадресовують URL-адресу.